# BlossomWatch

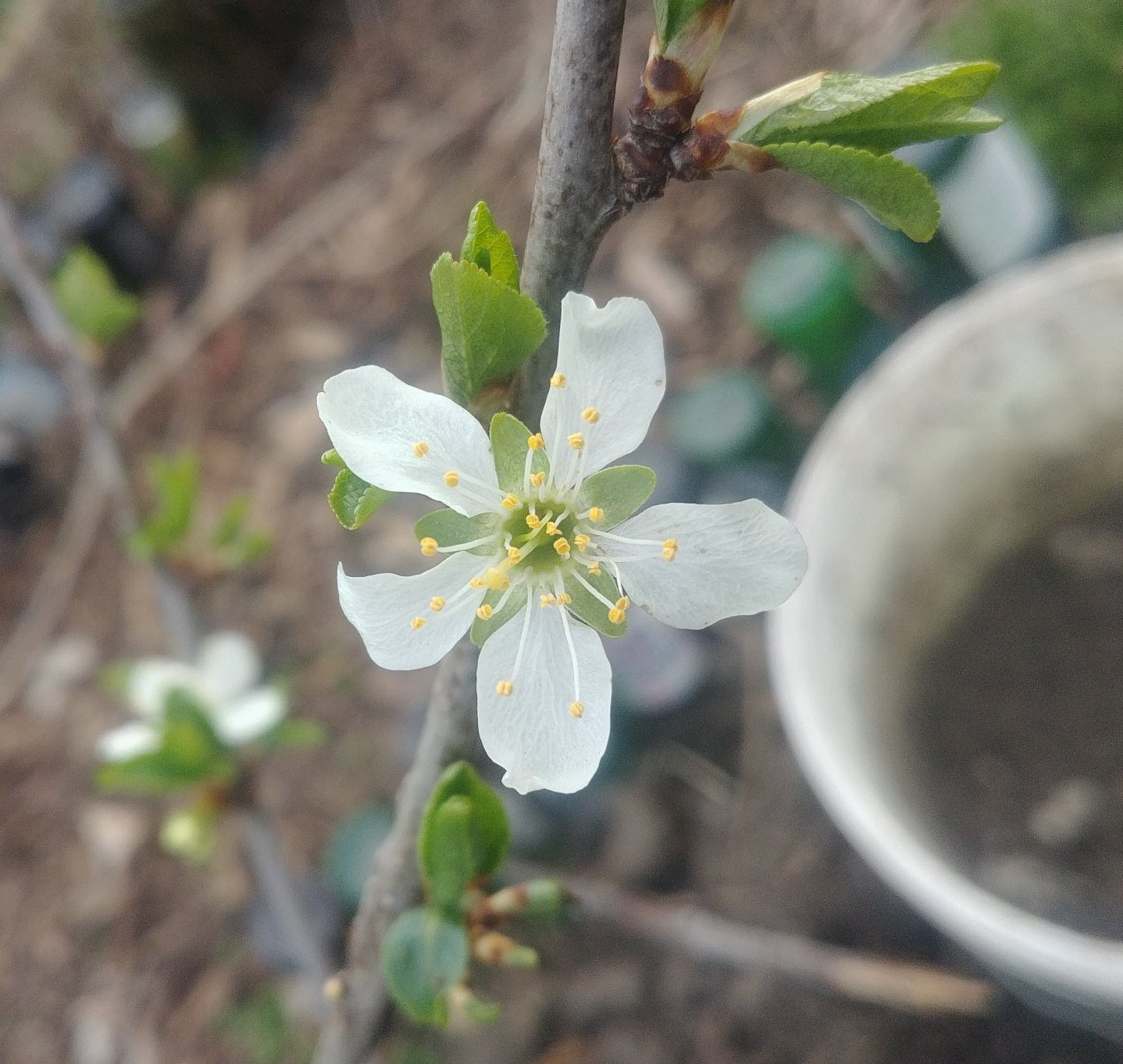
Flor de ciruelo compartida en #BlossomWatch, marzo de 2022.

#BlossomWatch es una campaña medioambiental británica diseñada para concienciar sobre los primeros signos de la primavera animando a la gente a compartir imágenes de flores a través de las redes sociales. La campaña fue iniciada por el National Trust en 2020, durante la pandemia de COVID-19 en el Reino Unido.

## Historia
#BlossomWatch fue iniciado por el National Trust en marzo de 2020, durante la primera cuarentena nacional durante la pandemia de COVID-19 en el Reino Unido. La campaña se inspiró en el análisis del informe Noticing Nature Report del National Trust, que descubrió que solo el 6 % de los niños y el 7 % de los adultos celebraban eventos naturales como la llegada de la primavera. La campaña también se basó en la costumbre tradicional japonesa del hanami, en la que las personas disfrutan en comunidad de la naturaleza transitoria de los cerezos en flor.
#BlossomWatch es parte de un programa de trabajo más amplio del National Trust para plantar 68 nuevos huertos para 2025, y cuatro millones de árboles con flores para 2030. Para comprender hasta qué punto se ha perdido la flor del paisaje británico, se utilizó inteligencia artificial para interrogar mapas históricos de huertos. Un informe provisional del National Trust mostró que la escala de los huertos se había reducido de aproximadamente 95 000 hectáreas en el período 1892–1914, a 41 000 hectáreas en total en 2022.

## Compromiso
Durante la primera campaña, se animó a los participantes a compartir imágenes en las redes sociales de flores vistas en caminatas hechas durante el confinamiento. Las imágenes compartidas que se mostraron durante la quincena de la campaña fueron vistas cuatro millones de veces. La campaña se repitió en 2021, cuando se alentó a las personas a etiquetar geográficamente las ubicaciones de sus flores, para obtener un mapa de flores en el Reino Unido.
Una tercera iteración en 2022 vio más de 53 000 imágenes compartidas en las redes sociales. También vio la instalación de un 'círculo de flores' en el centro de la ciudad de Newcastle, que se inauguró el 23 de abril de ese año. También incluyó la instalación de 'jardines de flores emergentes' en Birmingham, en Edgbaston Street y St Philips Cathedral Square. El National Trust también anunció un plan que se llevará a cabo en otoño de 2022 para plantar árboles en flor a lo largo de la ruta circular del autobús No. 11.